# Hadith om Umars förbud mot hadith
Vissa nedtecknade historiska återberättelser (arabiska: حديث, ḥadīth) bland muslimer handlar om Umar – den andra kalifen av Rashidun-kalifatet, som regerade från år 634 till 644 – och hans förbud mot hadith.
Även om återberättelsen är väl citerad och hänvisad till, ges den inte något formellt namn, i motsats till andra hadither som Hadithen om Ghadir Khumm eller Hadithen om Koranen och sunna.
I boken Sunan Abi Dawud citeras en tradition från Muhammed som klassas som autentisk, i vilken Muhammed uttryckte att han inte ville att någon skulle luta sig på sin soffa när hen hörde någonting i relation till honom som han beordrat eller förbjudit, och säga: 'Vi vet inte. Vi har följt vad vi har funnit i Guds bok.'"

## Introduktion

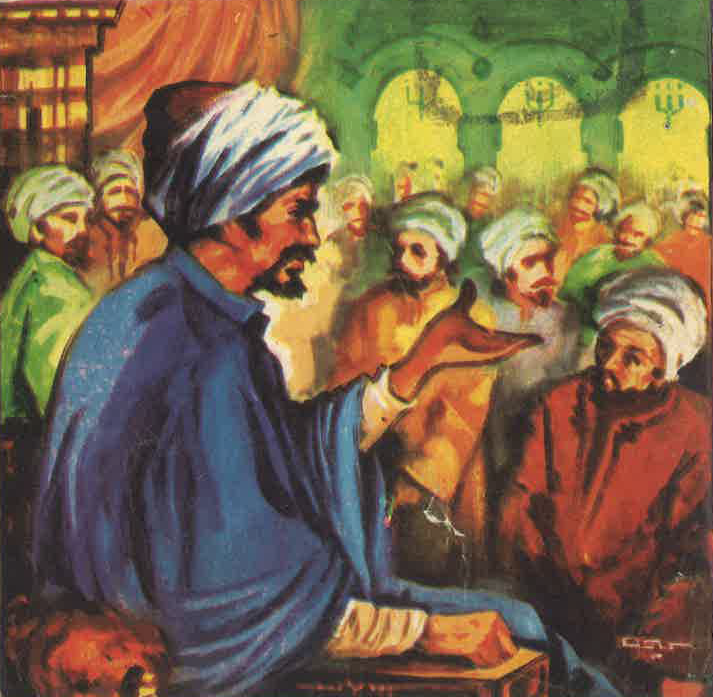
Kalifen ʿUmar ibn ʿAbd al-ʿAzīz med sitt råd.

Under Umars regeringstid som kalif återberättades hadither av folket.
Många källor uppger att det var Umar själv som var den första personen som förbjöd hadith. Under sitt styre följde Umar strikt policyn om att förbjuda hadith, och han förbjöd rapportering och förmedling av hadith helt och hållet. Närhelst han skickade en grupp till en stad förbjöd han dem att återberätta hadith.
Detta förbud fortsatte genom kalifatet för Rashidun-kaliferna in i Umayyad-perioden, och upphörde inte förrän Umar ibn 'Abd al-'Aziz tid, som regerade från år 717 till 720.